# Jacques Hardouin-Mansart de Sagonne
Pour les articles homonymes, voir Mansart et Hardouin.
 (septembre 2019).
Jacques Hardouin-Mansart de Sagonne, appelé aussi Mansart de Lévy, est un architecte français, né à Paris, le 26 juillet 1711 et mort à Paris, le 27 septembre 1778.
Méconnue jusqu'à la fin du XXe siècle, son activité fut réhabilitée par l'historien de l'art, Philippe Cachau. Il fut le Mansart le plus important de la dynastie après François Mansart et Jules Hardouin-Mansart. Cette réhabilitation mit fin à une tradition historiographique héritée des XVIIIe et XIXe siècles qui achevait la tradition Mansart à la mort d'Hardouin-Mansart en 1708, laquelle se prolonge en réalité jusqu'au milieu du XVIIIe siècle avec l'activité de Jean Mansart de Jouy, frère aîné de Mansart de Sagonne.
L'architecte du roi fut portraituré par les plus grands pastellistes du XVIIIe siècle : Maurice-Quentin de La Tour (portrait présenté au Salon en 1738 (n° 70 du livret) et Louis Vigée (portrait présenté au Salon de l'Académie de Saint-Luc en 1751), ce qui atteste la notoriété de l'architecte du roi en son temps. Portraits disparus aujourd'hui et qui demeurent à identifier.

## Biographie
Petit-fils de Jules Hardouin-Mansart, arrière-arrière-petit-neveu de François Mansart et petit-neveu de Robert de Cotte, il était le fils adultérin de Jacques Hardouin-Mansart, comte de Sagonne, et de Madeleine Duguesny, sa maîtresse, devenue son épouse en 1726. Il eut pour frère aîné Jean Mansart de Jouy (1705-1783), architecte également mais non membre de l'Académie royale d'architecture comme son cadet.
Après une carrière de maître d'armes puis de mousquetaire du roi de 1727 à 1732, Mansart de Sagonne songea, sur les conseils de son entourage, à renouer avec la profession d'architecte abandonnée par son père. Dès 1733, il entama la restauration d'une maison à Paris, impasse Pecquay, pour Charles Chevestre, seigneur patron de Cintray. En 1734, il érigea dans le jardin du couvent des dames de l'Union Chrétienne, dite "de Saint-Chaumond", rue Saint-Denis, une maison destinée à la retraite de dames de la bonne société. Il s'agit là de sa première grande réalisation attestée, en collaboration avec le grand ornemaniste rocaille, Nicolas Pineau qu'il ne quittera plus. En 1735, Mansart fut admis à l'Académie royale d'architecture, après un séjour en Italie que lui conseilla le duc d'Antin, directeur des Bâtiments du roi. La réputation de Mansart de Sagonne dans le milieu parisien de l'architecture se fit alors grandissante : en 1737, il entra au service du comte de Clermont, prince du sang, abbé commendataire de Saint-Germain-des-Prés. Pour lui, il restaura le palais abbatial ainsi que différentes possessions de l'abbaye en Île-de-France, et ce jusqu'en 1741. En 1738, le puissant financier Simon Boutin fit bâtir rue de Richelieu, à l'emplacement de l'ancien hôtel de Menars qu'il venait d'acquérir, un ensemble composé d'un grand hôtel pour lui et sa famille, d'un petit hôtel mitoyen pour sa fille et son gendre, et d'une maison à loyer en retour sur la rue Saint-Augustin. Les décors, tant extérieurs qu'intérieurs furent confiés à Nicolas Pineau. La même année et dans la même rue, Mansart de Sagonne érigea au n° 50 (actuel hôtel Washington), la maison de Madame de La Mothe, épouse Poisson, mère de la future marquise de Pompadour. Maison où sera signé en 1741, l'acte de mariage avec Le Normant d'Etiolles.
Les années 1739-1740 virent Mansart de Sagonne se lancer dans la promotion immobilière à travers les projets de lotissements des hôtels de Lesdiguières et de Gramont, projets vite avortés. L'architecte n'en continua pas moins son ascension avec une clientèle de plus en plus prestigieuse : en 1740, le comte de Saint-Florentin - un Phélyppeaux de La Vrillière, famille bien connue des Mansart -, célèbre ministre de la Maison du roi, lui confia la réalisation de sa "petite maison" au faubourg Poissonnière (actuel lycée Lamartine ; décor de boiseries de Pineau en place en partie). L'année 1742 marqua la consécration de la carrière de l'architecte du roi : il fut préféré par Louis XV à Ange-Jacques Gabriel, son Premier architecte, pour construire l'église Saint-Louis de Versailles, devenue cathédrale en 1802. En 1746, le roi lui confia la reconstruction du Monastère de Prouilhe (Aude), berceau de l'ordre des dominicains en France. L'architecte était devenu entre-temps Premier architecte des États de Bourgogne, fonction purement honorifique qui entendait faire de lui, le successeur de Jacques V Gabriel sur le chantier du Palais des États cher à son aïeul Hardouin-Mansart. En 1747, Louis XV songea encore à Mansart de Sagonne dans le projet de transformation du château de Maisons, célèbre réalisation de François Mansart, qu'il entendait acquérir pour Madame de Pompadour. En 1750, Mansart fut de nouveau sollicité par le roi sur une réalisation de François Mansart : l'estimation en dernier ressort, dite "tierce estimation", de l'hôtel du prince de Conti sur le quai du même nom, ancien hôtel Guénégaud du Plessis, en vue du projet de reconstruction de l'hôtel de ville de Paris et de l'établissement d'une place royale à cet endroit.
1750 marqua, sur le plan civil, l'une des plus belles réalisations de Mansart de Sagonne en la matière, ainsi que dans les environs de la capitale : le château d'Asnières (1750-1752) pour Marc-René de Voyer d'Argenson (1722-1787), marquis de Voyer. Édifice particulièrement emblématique du style rocaille, les décors furent considérés - à juste titre - par Bruno Pons parmi les plus originaux et les plus splendides de cette époque. Mansart fut aussi l'auteur du non moins impressionnant « entrepôt général des haras d'Asnières », en grande partie oublié des historiens de l'art, vastes écuries de pierre de taille pour 250 chevaux, soit bien plus que celles de Chantilly à ce moment (200 chevaux), assorties d'un splendide manège plus vaste que celui de la Grande Ecurie du roi à Versailles. Il s'inscrivait là dans la tradition des superbes écuries de François Mansart à Maisons et de Jules Hardouin-Mansart à Versailles. Un ensemble qui disparut, hélas, au début du XIXe siècle.
Le milieu du XVIIIe siècle marqua assurément l'apogée de la carrière du dernier Mansart : il fut engagé alors sur deux projets concomitants de place royale : Paris (1748-1753) et Marseille (1753]. Ce dernier était lié à celui de la reconstruction totale de l'hôtel de ville. S'étant rendu sur place à cet effet, Mansart de Sagonne fournit en 1753 les plans et élévations de l'Hôtel-Dieu de Marseille, confiés à l'architecte de la ville, Claude-Henri-Jacques d'Aggeville. Grâce au marquis de Voyer, l'architecte entra en 1752 au service du duc Christian IV de Deux-Ponts-Birkenfeld, prince palatin du Rhin, en tant que « surintendant de ses bâtiments ». Il érigea pour lui en Allemagne, le château de Jagersburg (en), superbe version rocaille du Grand Trianon de son aïeul, parachevé en 1756 par Pierre Patte qui en revendiquera abusivement la paternité.
À partir de 1755, le désordre de sa vie privée ainsi que l'hostilité marquée de la critique à l'encontre des promoteurs de l'art rocaille, en cette période du néo-classicisme naissant, portèrent un coup sérieux à la carrière de Mansart de Sagonne. En 1756, il tenta de passer à l'étranger avec un projet de reconstruction du palais royal de Lisbonne, à la suite du tremblement de terre survenu en novembre 1755. Ses prétentions exorbitantes - il sollicita d'être décoré de l'ordre du Christ, distinction suprême de la couronne portugaise -, firent ajourner son voyage. Il se retira alors sur sa terre de Lurcy-Lévis (Allier), acquise du marquis de Castries en 1752. C'est à cette occasion qu'il prit le nom de Mansart de Lévy, nom qu'il conservera jusqu'en 1770. En 1759, il se vit contraint de céder cette terre au marquis de Sinéty. Il se retira alors sur la terre voisine de Sagonne (Cher), acquise par son aïeul Hardouin-Mansart et érigé en comté en 1699, terre que lui avait abandonnée son père moyennant finance. Les déboires de Mansart de Sagonne s'accumulèrent alors : à la mort de son père en 1762, Mansart se vit privé de sa succession, à savoir l'hôtel parisien et le château de Sagonne, par la comtesse de Noailles, arrière-petite-fille légitime de Jules Hardouin-Mansart. Enfant adultérin, Mansart de Sagonne ne parviendra en effet jamais à obtenir ses lettres de légitimation du roi. Ruiné en 1766 à la suite d'un long procès relatif à un marché de bois dans la forêt de Champroux (Allier), conclu en 1753, forêt située sur sa terre de Lévy, l'architecte dut se réfugier quelque temps chez le prince de Conti, dans son enclos du Temple, afin d'échapper aux créanciers.
Le mauvais état de sa fortune contraignit Mansart de Sagonne à s'engager sur d'autres voies que celle de l'architecture : il décida ainsi d'embrasser celle d'ingénieur, lançant plusieurs projets de canaux en France (canal de la Marne ; canal de Bourgogne qu'il contribua à relancer ; canal de l'Essonne ; canal de Champagne) et à l'étranger (canal de l'Ebre et de Madrid en Espagne ; canal de Liège en Belgique).
Ces projets n'ayant pu aboutir, Mansart de Sagonne entama alors une activité d'inventeur qui ne connaîtra guère plus de succès.
Il mourut misérablement, rue Saint-André-des-Arts, le 27 septembre 1778, et fut inhumé le lendemain à la paroisse du même nom. Il était, comme il se plaisait à le rappeler lui-même, « le dernier des Mansart », n'ayant eu aucun enfant de son union avec Claude Marchebour qu'il avait épousée en 1734.

## Principales réalisations
- Réfection de la maison Chevestre de Cintray, impasse Pecquay à Paris (1733).
- Maison des Dames de Saint-Chaumond, rue Saint-Denis à Paris (1734).
- Réfection du château et de l'église de Saint-Nom-la-Bretèche, Yvelines (1736).
- Maison Buzelard, rue de Charonne à Paris (1737).
- Maison Poisson, rue de Richelieu à Paris (1738).
- Grand et petit hôtels + maison à loyer pour Simon Boutin, rues de Richelieu et Saint-Augustin à Paris(1738-1739).
- Réfection du palais et annexes de l'abbaye de Saint-Germain-des-Prés à Paris (1738-1741).
- Maison de plaisance de Mansart de Sagonne à Ivry-sur-Seine, Val-de-Marne (1738-1739).
- Hôtel de Marsilly, rue du Cherche-Midi à Paris (1739-1740).
- Réfection du premier étage de l'hôtel de Mauron, rue de Verneuil à Paris, pour le nonce apostolique (1739-1740).
- Réfection intérieure et extension du château de la Source à Orléans pour Simon Boutin (début des années 1740).
- Maison Saint-Florentin, rue Sainte-Anne (du faubourg Poissonnière)à Paris (1740, actuel lycée Lamartine).
- Cathédrale Saint-Louis, Versailles (1742-1754).
- Projets pour le cloître et l'église des Billettes à Paris (1744, 1747).
- Hôtel de Mannevillette, rue Dauphine (rue Hoche) à Versailles (1746).
- Monastère de Prouilhe (détruit ; 1746-1787; Aude ; commune de Fanjeaux).
- Château d'Asnières et son entrepôt général des haras en bord de Seine, Hauts-de-Seine (1750-1755).
- Hôtel de Crèvecœur (Mansart de Sagonne), rue La Feuillade à Paris (1750).
- Maison des musiciens italiens à Versailles (1752).
- Maison de Gilbert-Jérôme Clautrier, 56 rue des Francs-Bourgeois à Paris, (1752).
- Château de Jägersburg à Deux-Ponts, Allemagne, (1752-1756).
- Château de Jossigny, Seine-et-Marne (1753).
- Hôtel-Dieu de Marseille (1753)[1].
- Pavillon Letellier, rue de Satory (du Mal Joffre) à Versailles (1754-1755).
- Château du domaine de Montauger, Essonne, (1759-1760).
- Projet de lotissement de l'hôtel de Lesdiguières à Paris (1739)
- Projet de remaniements du château de Maisons pour Louis XV et Mme de Pompadour (1747).
- Projet d'hôtel de ville et de place royale à Marseille (1747-1752).
- Projet de couverture zénithale de la galerie du palais de Cassel, Allemagne, (1750).
- Projet de place royale à Paris (1748-1752).
- Projet d'hôtel de ville à Bordeaux (1768).
- Projet pour la flèche du campanile de Saint-Michel de Bordeaux (1769).
- Projet de palais royal à Lisbonne (1756).
- Projets de canaux (Bourgogne, Champagne, Essonne, Port-à-l'Anglais (Ivry-sur-Seine), Ebre et Manzanarès (Espagne), Liège).